# Walls of Jericho (Album)
Walls of Jericho ist das Debütalbum von Helloween. Es erschien 1985 auf Noise International.

## Entstehungsgeschichte
Dem Album ging eine im selben Jahr veröffentlichte selbstbetitelte EP voraus, welche auch als Mini-LP bezeichnet wird.
Auf Walls of Jericho und der Judas-Single ist zum letzten Mal Kai Hansen als Sänger zu hören. Schon auf der kurzen Judas-Tour 1986 versuchte die Band, Ralf Scheepers (damals bei Tyran Pace, später zusammen mit Hansen bei Gamma Ray) als Sänger zu gewinnen, da sich Hansen mit der Doppelbelastung Gesang/Gitarre zunehmend unwohl fühlte. Da Scheepers allerdings nicht auf Dauer einsteigen wollte, verpflichtete Helloween 1987 den damals 18 Jahre alten Michael Kiske.

## Musikstil
Auf dem Debütalbum ist der melodische und schnelle Stil Helloweens bereits voll ausgeprägt, wenn auch mit deutlich weniger fröhlichem Anstrich. Auch der leistungsvolle (nicht immer ganz treffsichere) Gesang Hansens trug dazu bei, dass die Lieder härter klangen als auf den folgenden Keeper-Alben.

## Titelliste

### Titelliste (LP)
1. Walls of Jericho (Weikath/Hansen) – 0:53
2. Ride the Sky (Hansen) – 5:54
3. Reptile (Weikath) – 3:45
4. Guardians (Weikath) – 4:19
5. Phantoms of Death (Hansen) – 6:33
6. Metal Invaders (Hansen/Weikath) – 4:10
7. Gorgar (Hansen/Weikath) – 3:57
8. Heavy Metal (is the Law) (Hansen/Weikath) – 4:08
9. How Many Tears (Weikath) – 7:15

Es existieren von Noise-Records lizenzierte Versionen für das Ausland, z. B. von Combat (USA) und Banzai (Kanada), zum Teil mit Bonusstücken von der Mini-LP.

### Titelliste (CD)
Bei der CD-Veröffentlichung wurde die größere Kapazität der CD genutzt und die selbstbetitelte Mini-LP (Titel 1 – 5), Walls of Jericho (Titel 6 – 14) und das Lied Judas (Titel 15) gemeinsam veröffentlicht. Bei der Erstveröffentlichung war Walls of Jericho und Ride the Sky zu einem Titel zusammengefasst, da ersteres das Intro zum folgenden Lied darstellt. Dementsprechend enthielt das Album (lt. Anzeige des CD-Players) einen Titel weniger bei gleicher Spieldauer.
1. Starlight (Weikath/Hansen) – 5:17
2. Murderer (Hansen) – 4:26
3. Warrior (Hansen) – 4:00
4. Victim of Fate (Hansen) – 6:37
5. Cry for Freedom (Weikath/Hansen) – 6:02
6. Walls of Jericho (Weikath/Hansen) – 0:53
7. Ride the Sky (Hansen) – 5:54
8. Reptile (Weikath) – 3:45
9. Guardians (Weikath) – 4:19
10. Phantoms of Death (Hansen) – 6:33
11. Metal Invaders (Hansen/Weikath) – 4:10
12. Gorgar (Hansen/Weikath) – 3:57
13. Heavy Metal (is the Law) (Hansen/Weikath) – 4:08
14. How Many Tears (Weikath) – 7:15
15. Judas (Hansen) – 4:38
16. Don't Run for Cover (Kiske) 1989 Japanische Version

### 2006 Remastered & Expanded Edition Bonustracks
1. Murderer (Remix) (Hansen) – 4:34
2. Ride the Sky (Remix) (Hansen) – 6:45
3. Starlight-Intro/Ride The Sky (Live) (Hansen) – 7:16
4. Guardians (live) (Weikath) – 4:26
5. Oernst of Life (vom Death Metal-Sampler) (Weikath) – 4:46
6. Metal Invaders (vom Death Metal-Sampler) (Hansen) – 4:36
7. Surprise Track (White Christmas) – 2:07

## Judas-Single
Neben dem Titellied befinden sich noch zwei Liveaufnahmen auf der originalen Vinylausgabe der Single. Auf sämtlichen CD-Neuveröffentlichungen befinden sich allerdings an deren Stelle zwei „gefälschte“ Liveversionen. Es handelt sich dabei um die Studioversionen, denen Publikumsgeräusche beigemischt wurden. Die Credits geben in beiden Fällen als Quelle ein vom WDR-Radio aufgenommenes Konzert in Gelsenkirchen an. Von diesem Konzertmitschnitt existiert auch ein Vinyl-Bootleg (Bang the Head That Does Not Bang). Eine 12-Inch-Version für den amerikanischen Markt enthält darüber hinaus zwei weitere Studiostücke der Debüt-EP.
1. Judas – 04:43
2. Ride the Sky (live) – 7:17
3. Guardians (live) – 4:29
4. Victim of Fate – 6:39
5. Cry for Freedom – 6:07